# Тераформування Марса

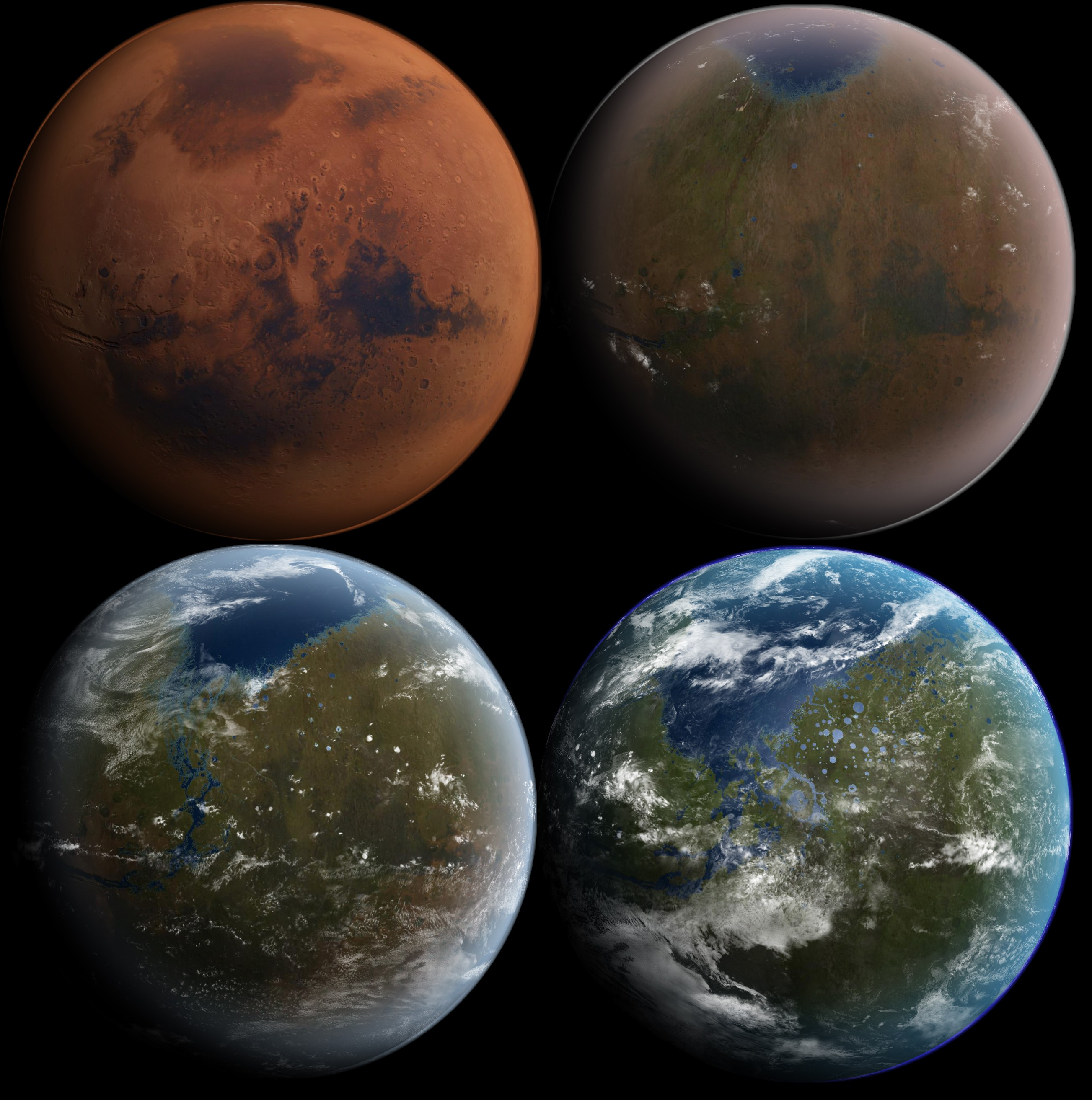
Художня ілюстрація етапів тераформування Марса.

Тераформування Марса — гіпотетичний процес, при якому марсіанська атмосфера, клімат, поверхня та інші властивості послідовно змінюються людьми, з метою зробити Марс більш придатними для людського життя, задля полегшення колонізації планети, а також роблячи цю колонізацію безпечнішою та стійкішою.
Концепція базується на припущенні, що середовище планети може бути зміненим з використанням штучних та природних засобів.
Здійсненність такого творення планетарної біосфери на Марсі ще не була визначена. Було запропоновано декілька методів, втілення окремих з яких вимагає неймовірних ресурсних та грошових витрат, а також декілька інших — таких, які зараз є технологічно досяжними.

## Мотивація та етика
Майбутній приріст населення та потреби в ресурсах можуть обумовити необхідність колонізації об'єктів, відмінних від Землі, таких як планети Меркурій, Венера й Марс, карликові планети Церера та Плутон, а також Місяць і супутники інших планет. Колонізація космосу полегшить людству збір енергетичних та матеріальних ресурсів, наявних у Сонячній системі.
З багатьох точок зору Марс є найбільш подібним до Землі з усіх планет, які входять до Сонячної системи. Вважається, що Марс колись, на ранніх етапах своєї історії, справді мав ще більш подібне середовище до того, яке існує на сучасній Землі, мав густішу атмосферу та багато води, яку втратив за період у декілька сотень мільйонів років. Маючи за основу подібність та близькість «Червоної планети» до Землі, Марс може виявитись найбільш доцільним та ефективним об'єктом для тераформування з-поміж всіх космічних тіл у Сонячній системі.
До етичної проблематики належить небезпека потенційного витіснення місцевих марсіанських форм життя земними, якщо такі форми життя, хоч би й мікробні, таки справді існують.

## Перешкоди та обмеження
Марсіанське середовище створює декілька значних перешкод, які треба подолати для успішності тераформування, до того ж, масштаби тераформування можуть бути обмеженими певними ключовими факторами середовища.

### Слабка гравітація
Поверхнева гравітація на Марсі становить 38% від земної. Невідомо, чи цього достатньо для того, аби запобігти виникненню проблем зі здоров'ям людей, які можуть бути пов'язані з невагомістю.
До того ж, слабка гравітація (а тому низька друга космічна швидкість) Марса, можуть значно ускладнити утримування атмосфери навколо планети, якщо порівнювати її із масивнішою Землею чи Венерою. Як Земля, так і Венера, здатні утримувати густі атмосфери, незважаючи на те, що вони піддаються більш інтенсивному сонячному вітру, який, як вважається, здатен руйнувати газові оболонки планет. Тому можуть виявитись необхідними постійні робочі джерела атмосферних газів на Марсі для того, аби протягом тривалого часу утримувати достатню густину атмосфери, необхідну для нормальної життєдіяльності людей.

### Протистояння впливу космічної погоди
У Марса відсутня магнітосфера, що створює додаткові перешкоди, пов'язані із потребою пом'якшення впливу сонячної радіації та утримування атмосфери. Вважається, що поля, виявлені на Марсі, є залишками магнітосфери, яка була зруйнована в ранні періоди існування планети.
Брак магнітосфери вважається однією з причин того, що атмосфера Марса настільки розріджена. Марсіанськими орбітальними апаратами було виявлено викидання марсіанських атмосферних атомів, яке відбувається під впливом сонячного вітру. Тим не менш, спостереження Венери чітко демонструють, що брак магнітосфери не унеможливлює існування густої атмосфери на планеті.
Земля рясніє молекулами води, оскільки її іоносфера пронизується магнітосферою. Іони водню, присутні в іоносфері, рухаються дуже швидко, зважаючи на їх малу масу, але вони не можуть дістатися відкритого космосу, оскільки траєкторія їх руху відхиляється під впливом магнітного поля Землі. Венера, натомість, має густу атмосферу, але лише незначні сліди водяної пари (20 ppm) тому, що не має магнітного поля. Марсіанська атмосфера теж втрачає воду, яка легко пробивається у відкритий космос. На Землі додатковий захист від руйнації атмосфери забезпечує озоновий шар. Ультрафіолетове випромінювання блокується ще до того, як йому може вдатися розщепити воду на водень та кисень. Оскільки дуже мала кількість водних випарів дістається тропосфери, а озоновий шар міститься у верхній частині стратосфери, дуже мала кількість молекул води розщеплюється на водень та кисень.
Магнітне поле Землі становить 31 мкТл. Марс потребував би такої ж інтенсивності магнітного поля, аби в той же спосіб нівелювати вплив сонячного вітру попри більш віддалене розташування відносно Сонця, якщо порівнювати із розташуванням Землі. На сьогодні не існує технологій для нарощування магнітного поля в планетарному масштабі.
Важливість магнітосфери була піддана сумніву. В минулому на Землі часто бували періоди, протягом яких магнітосфера змінювала напрямок, однак життя продовжувало існувати навіть після цього. Густа атмосфера, така як на Землі, могла б також забезпечити захист від сонячної радіації навіть за відсутності магнітосфери.

## Переваги

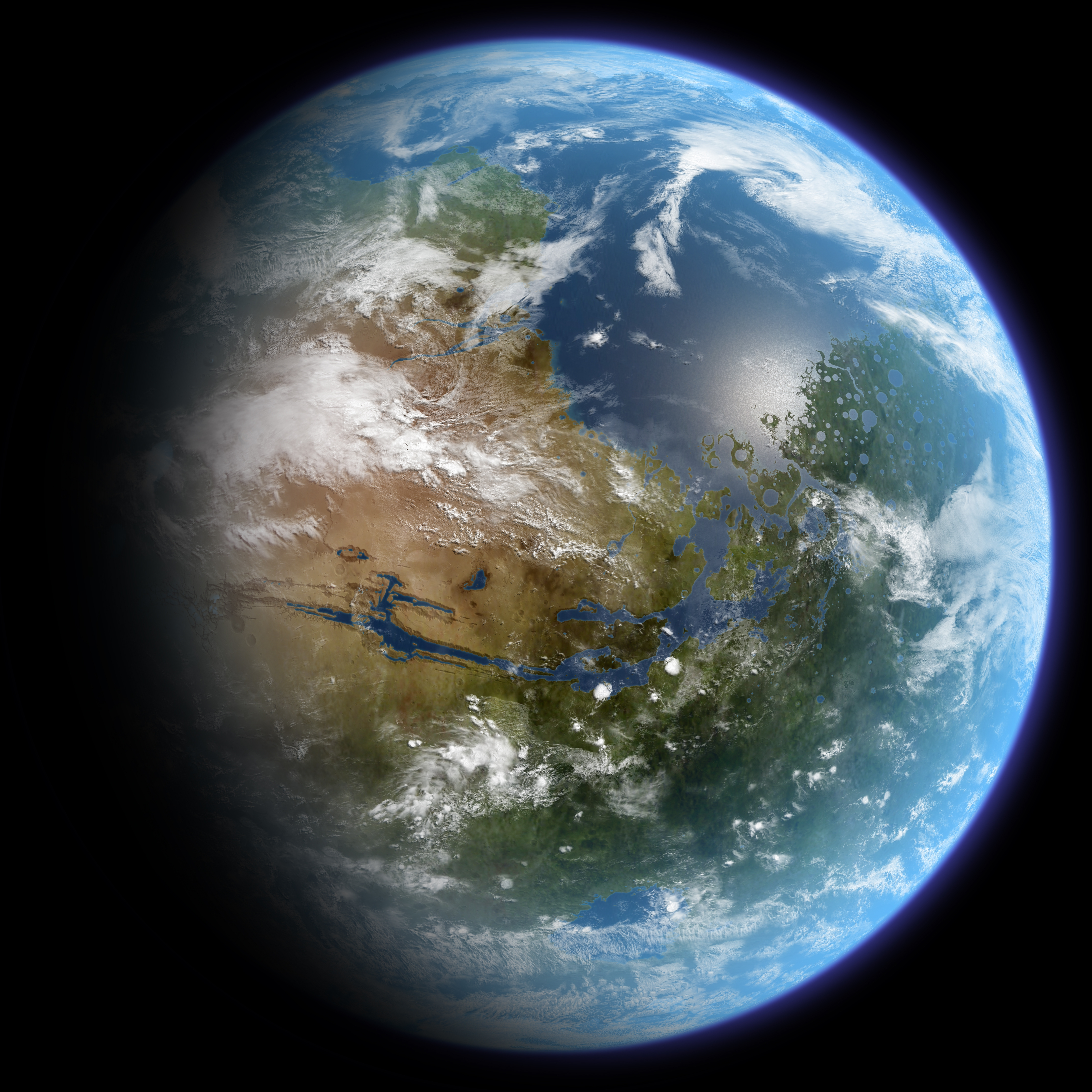
Гіпотетично тераформований Марс

Як вважають сучасні теоретики, Марс існує на дальньому краю зони, придатної для життя — регіону Сонячної системи, де ще могло б розвинутись та існувати життя. Марс знаходиться на межі регіону, відомого як розширена зона, придатна для життя, де парникові гази могли б підтримати існування води в рідкому стані на поверхні, за наявності необхідного атмосферного тиску. Тому Марс має потенціал для підтримування гідросфери та біосфери.
Брак як магнітного поля, так і геологічної активності на Марсі можуть бути результатом порівняно малого розміру планети, що дозволило її внутрішнім шарам охолонути набагато швидше, ніж це відбувається на Землі, проте окремі деталі цього процесу все ще залишаються незрозумілими.
Було висловлено припущення, що Марс колись, на ранніх етапах свого розвитку, мав середовище, порівняно подібне до того, яке є зараз на Землі. Хоча й існують свідчення про те, що рідка вода колись існувала на марсіанській поверхні, зараз вона існує в основному лише на полюсах, одразу ж під поверхнею планети, у вигляді багаторічної мерзлоти. 26 вересня 2013 року науковці NASA повідомили, що марсохід «К'юріосіті» виявив на Марсі багаті, легко доступні запаси води (масова частка від 1.5 до 3%) у зразках ґрунту, взятих в районі Rocknest, Aeolis Palus, у кратері Ґейл.
Ґрунт та атмосфера Марса містять чимало елементів, найнеобхідніших для життя (сірка, азот, кисень, водень, фосфор тощо).
Великі поклади водяного льоду існують під поверхнею Марса, а також на поверхні на полюсах планети, де він змішаний із сухим льодом, замороженим CO2. Значні запаси води зберігаються на південному полюсі Марса, яка, якби стопилася, теоретично могла б утворити глобальний планетарний океан глибиною 11 метрів. Замерзлий двоокис вуглецю (CO2) на полюсах сублімується в атмосферу в період марсіанського літа, а невеликі залишки води поблизу поверхні змітаються з полюсів потоками вітру, швидкість яких досягає в середньому 40 км/год. В ході сезонних природних явищ значна кількість пилу та водяної пари транспортуються в атмосферу планети, в результаті чого стає можливим утворення перистих хмар, подібних до земних.
Більшість всього кисню в атмосфері Марса міститься у формі двоокису вуглецю (CO2), який є основним компонентом атмосфери. Молекулярний оксиген (O2) існує лише у залишкових кількостях. Значні запаси елементального оксигену також трапляються у оксидах металів на поверхні Марса, а також у ґрунті, у формі пер-нітратів. Аналіз зразків ґрунту, взятих космічним апаратом «Фенікс» виявив наявність перхлоратів, які використовувались для відокремлення оксигену в хімічному генераторі оксигену. Міг би бути застосований електроліз для перетворення води на оксиген та гідроген, якби було достатньо рідкої води та електроенергії.

## Запропоновані методи та стратегії
|                       | Марс    | Земля     |
| Тиск                  | 0.6 кПа | 101.3 кПа |
| Діоксид вуглецю (CO2) | 96.0%   | 0.04%     |
| Аргон (Ar)            | 2.1%    | 0.93%     |
| Азот (N2)             | 1.9%    | 78.08%    |
| Оксиген (O2)          | 0.145%  | 20.94%    |
| --------------------- | ------- | --------- |

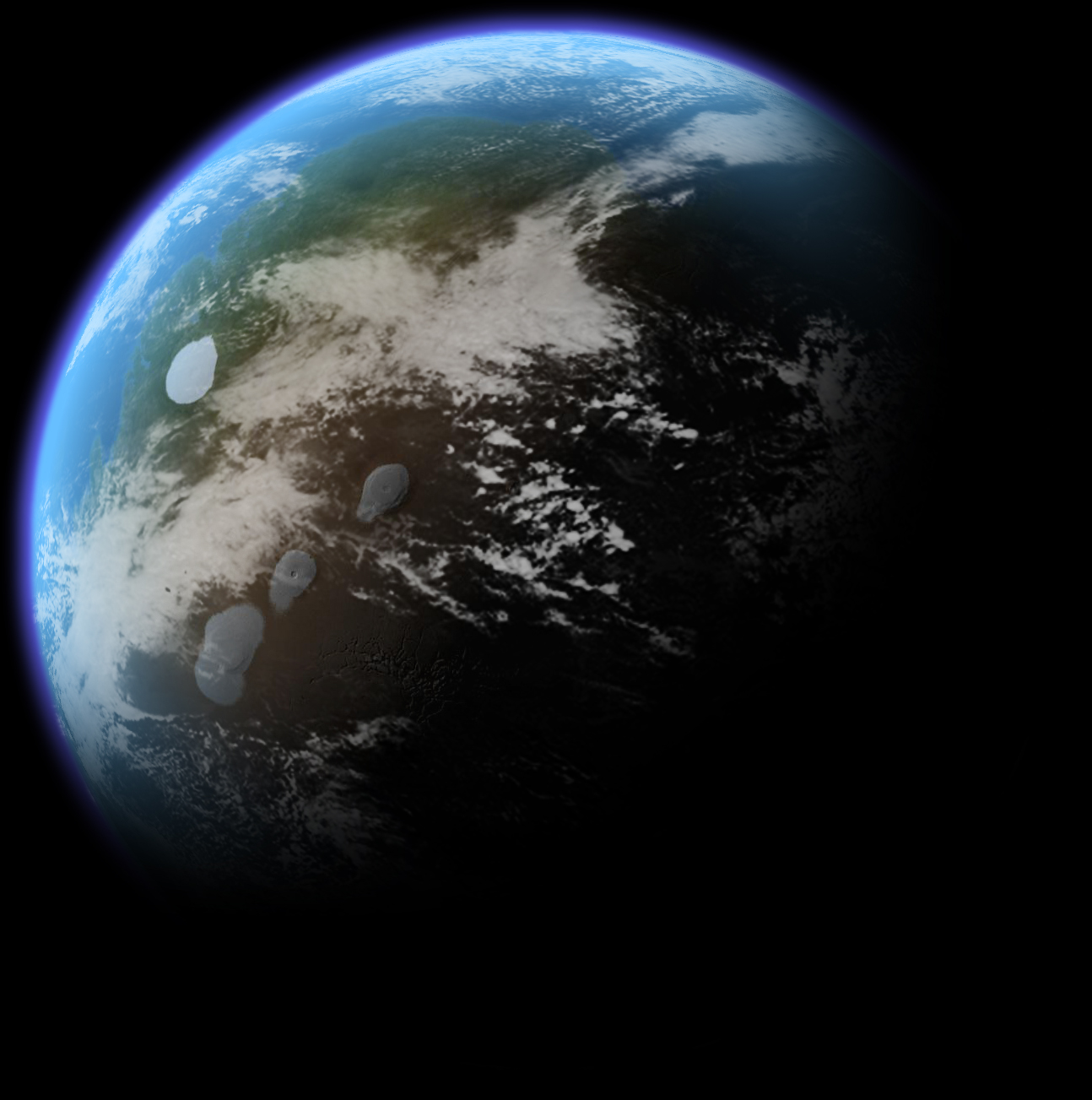
Художня ілюстрація тераформованого Марса (центрована на марсіанському регіоні Тарсис)

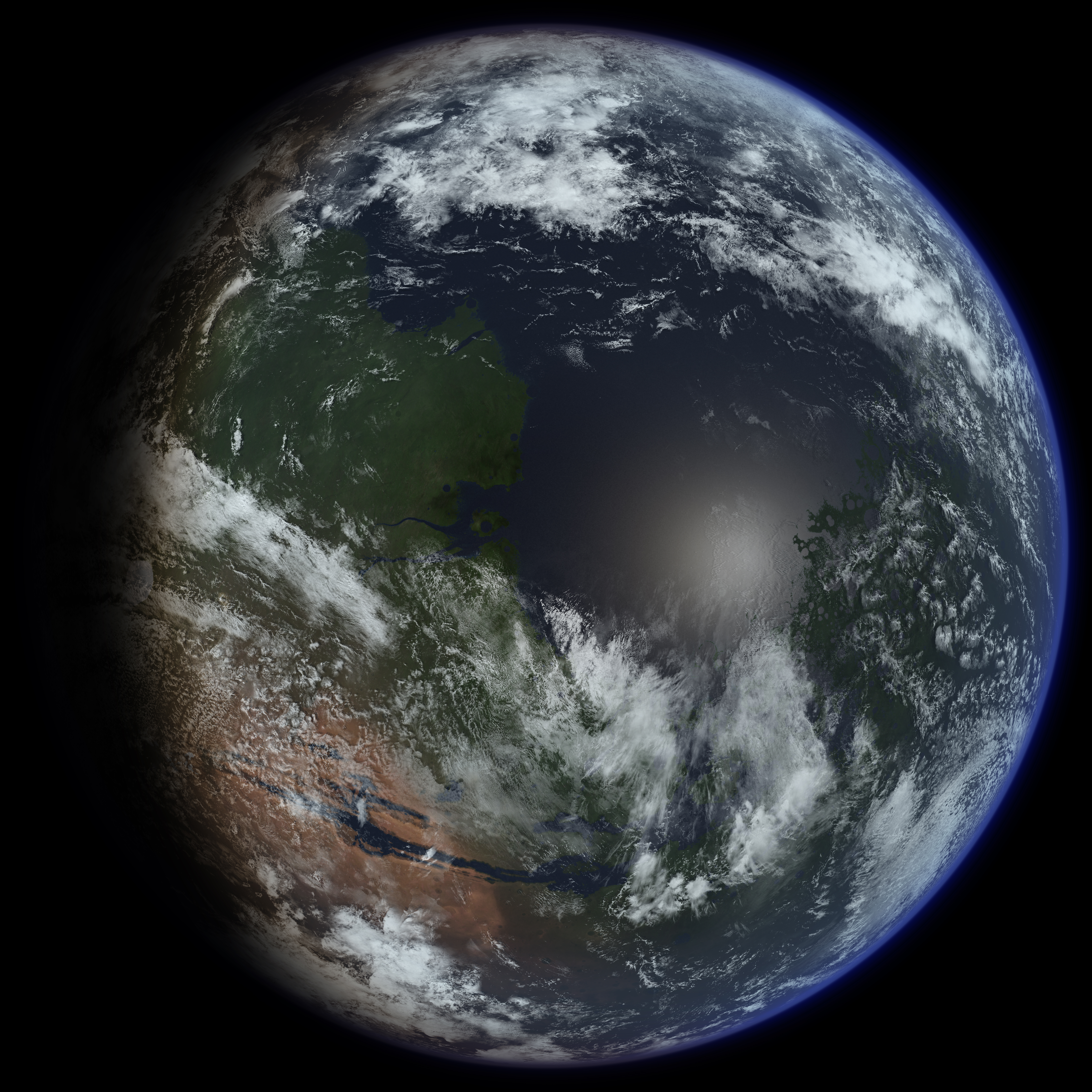
Художня ілюстрація тераформованого Марса. Цей варіант приблизно відцентрований на головному меридіані та 30° північної широти, а також на гіпотетичному океані із рівнем моря, який міститься на висоті приблизно два кілометри нижче середньої висоти поверхні планети. Океан вкриває водою ті місця на Марсі, які відомі сьогодні як Vastitas Borealis, Acidalia Planitia, Chryse Planitia, та Xanthe Terra; Видимі ділянки суші — це Tempe Terra зліва, Aonia Terra внизу, Terra Meridiani справа внизу, та Arabia Terra справа вгорі. Річки, які наповнюють океан справа внизу — розташовані в районі сучасних рівнин Valles Marineris та Ares Vallis, а велике озеро внизу справа — міститься в місцевості, сьогодні відомій як Aram Chaos.

Процес тераформування Марса спровокував би три взаємопов'язані зміни: розбудову атмосфери, збереження тепла у ній, а також уникнення відтоку атмосферних частинок у відкритий космос. Атмосфера Марса порівняно розріджена і має дуже низький поверхневий тиск. Оскільки вона складається в основному із CO2 — відомого парникового газу, — то щойно температура на поверхні Марса почне підвищуватися, вуглекислий газ може допомогти у збереженні термальної енергії поблизу поверхні. Мало того, разом із нагрівом планети в атмосферу потрапить іще більше CO2 унаслідок танення замерзлих покладів цього газу на полюсах, тим самим посилиться парниковий ефект. Це означає, що такі два процеси розбудови та нагріву атмосфери будуть узаємодоповнювальними, а тому сприятимуть тераформуванню.
Гігантські потоки повітря, створювані рухом газів в атмосфері, можуть провокувати масштабні, потужні пилові бурі, які теж сприятимуть нагріву атмосфери (шляхом поглинання сонячного випромінювання).

### Сублімація двоокису вуглецю
Наразі на марсіанському південному полюсі, а також у складі реголіту (ґрунту) на Марсі є досить двоокису вуглецю (CO2), який, якби був сублімований у газову форму внаслідок підвищення температури на планеті всього на декілька градусів, спромігся би підвищити атмосферний тиск на 30 кПа, що відповідало би тиску на висоті вершини Евересту, де атмосферний тиск становить 33.7 кПа. І хоча люди не змогли б дихати таким повітрям, сам атмосферний тиск був би вищим за межу Армстронга, а тому теперішня потреба в костюмах із регуляцією тиску стала б нерелевантною. Фітопланктон також спромігся би перетворювати розчинений CO2 в кисень, що є дуже важливим, оскільки, за законом Генрі, низька температура на Марсі призведе до високого значення відношення розчиненого CO2 до атмосферного CO2 у затопленому північному басейні.

### Імпорт аміаку
Інший хитромудрий метод полягає у використанні аміаку як потужного парникового газу. Існує ймовірність, що велика його кількість існує в замороженому вигляді на карликових планетах, які рухаються власними орбітами у віддалених областях Сонячної системи. Можливо, буде знайдено спосіб транспортувати цих планетоїдів і вводити їх в атмосферу Марса. Оскільки аміак (NH3) за масою складається в основному з азоту, він зможе також забезпечити наявність буферного газу в атмосфері. Підтримувані, не надто руйнівні падіння космічних тіл на Марс посприяють підвищенню температури та маси атмосфери.
Потреба в наявності буферного газу є перешкодою, яку доведеться долати будь-яким потенційним будівникам атмосфери. На Землі азот є основним атмосферним компонентом, бо він складає аж до 78% атмосфери. Марс потребуватиме подібного компоненту, який працював би як буферний газ, хоч і не обов'язково в такому самому кількісному відношенні. Отримати необхідної кількості азоту, аргону чи будь-якого іншого порівняно інертного газу досить складно.

### Імпорт вуглеводнів
Іншим методом формування марсіанської атмосфери могло би стати імпортування метану або інших вуглеводнів, які є досить поширеними в атмосфері Титана (та на його поверхні). Метан міг би бути введений в атмосферу Марса, де він послужив би для підсилення парникового ефекту.
Метан (або інші вуглеводні) могли би посприяти в підвищенні атмосферного тиску. Ці гази також можуть бути використані для виробництва води та CO2 для марсіанської атмосфери:
CH4 + 4 Fe2O3 → CO2 + 2 H2O + 8 FeO
Ця реакція могла б бути ініційована під впливом теплової енергії або марсіанського сонячного ультрафіолетового опромінення. Значні кількості продуктів, які утворюються внаслідок такої реакції (CO2 і вода) необхідні для фотосинтезу, який мав би стати наступним етапом тераформування.

### Імпорт водню
Розглядається також імпортування водню, необхідного для трансформації атмосфери та гідросфери Марса. Так, водень міг би продукувати хімічні реації із оксидом заліза(III), який міститься у марсіанському ґрунті, в результаті чого утворювалася б вода:
H2 + Fe2O3 → H2O + 2FeO
Залежно від рівня діоксиду вуглецю в атмосфері, імпортування гідрогену та реакції за його участю утворювали б теплову енергію, воду та графіт внаслідок реакції Боша. Натомість, взаємодія водню із діоксидом вуглецю через реакцію Сабатьє спричинилася б до утворення метану та води.

### Використання фторовмісних сполук
Оскільки для підтримування життя людської популяції потрібна довготривала стабільність клімату, було запропоноване використання особливо потужних фторовмісних парникових газів, які, можливо, включатимуть гексафторид сірки чи галокарбони, такі як хлорофторовуглець (CFC) та перфторовуглець (PFC). Ці гази є найбільш ймовірними кандидатами на штучне введення у марсіанську атмосферу, оскільки вони мають значний вплив як парникові гази, в кілька разів сильніший, аніж CO2. Таке введення може бути виконане із залученням порівняно малих коштів шляхом відправлення ракет, навантажених стисненим CFC-газом, пунктом призначення для яких було б зіткнення із поверхнею Марса. Коли б ці ракети розбивалися об поверхню планети, вони б випускали свій вантаж у атмосферу. Постійний наплив таких «CFC-ракет» мав би підтримуватися протягом трохи більше ніж десятиліття, перш ніж атмосфера Марса зазнає хімічних змін і стане теплішою.
Для того, аби сублімувати на південному полюсі льодовики із CO2, потрібна була б наявність приблизно 0.3 мікробар CFC-газів у атмосфері Марса. Така кількість є еквівалентною масі приблизно у 39 мільйонів метричних тонн. І така кількість є втричі більшою, аніж загальна кількість хлорофторовуглецю, який був вироблений на Землі починаючи з 1972 й закінчуючи 1992 роком (коли виробництво CFC було заборонене в результаті підписання міжнародного договору). Мінералогічні дослідження Марса дозволяють стверджувати, що елементарний фтор присутній у загальній хімічній композиції Марса в кількості 32 ppm від маси, тоді як для Землі відповідна цифра становить 19.4 ppm.
Пропозиція видобувати фторовмісні мінерали як джерело CFC- та PFC-газів підтримується тим переконанням, що, оскільки наявність на Марсі цих мінералів, передбачається, повинна бути такою ж, як і на Землі, такий процес видобутку зміг би підтримати виробництво необхідної кількості оптимальних сполук, необхідних для створення парникового ефекту (CF3SCF3, CF3OCF2OCF3, CF3SCF2SCF3, CF3OCF2NFCF3, C12F27N). А це, в свою чергу, дозволить утримувати температуру на Марсі на «комфортному» рівні. В теорії це могло б стати одним із шляхів утримування атмосфери, подібної до Земної, за умови, що така буде сформована на Марсі з використанням інших методів.

### Використання орбітальних дзеркал
Дзеркала, виготовлені із тонкої алюмінізованої термопластикової плівки можуть бути розміщені на навколомарсіанській орбіті для підвищення загального рівня інсоляції планети. Таким чином можна було б спрямовувати сонячне світло на поверхню Марса, тим самим напряму збільшуючи температуру повітря при поверхні планети. Таке дзеркало могло б бути розташоване як статит, використовуючи свій потенціал сонячного вітрила для підтримування нерухомої позиції на орбіті відносно Марса — поблизу полюсів, аби сублімувати наявні на них льодові покриви із замерзлого CO2, тим самим роблячи внесок і в нагрівання атмосфери через підсилення парникового ефекту.

### Послаблення альбедо
Послаблення альбедо марсіанської поверхні зробило б використання отримуваного нею сонячного світла ефективнішим. Таку дію можна виконати шляхом поширення поверхнею Марса темного пилу з його супутників — Фобоса й Деймоса, які належать до найчорніших тіл Сонячної системи. Альтернативним способом послаблення альбедо могло б також стати поширення темних екстремофільних мікробних форм життя, таких як лишайники, водорості та бактерії. Тоді поверхня вбирала б більше сонячного світла, тим самим сприяючи нагріву атмосфери.
І якби справді вдалося запровадити на планеті ріст і розмноження водоростей та іншого рослинного зеленого життя, це робило б незначний внесок і в поширенні кисню в атмосфері, однак цього було б недостатньо для того, щоб люди могли дихати. Процес перетворення хімічних елементів для утворення кисню значною мірою залежить від наявності води. CO2 зазвичай трансформується у вуглеводні. 26 квітня 2012 року науковці повідомили, що в лабораторії симуляцій середовища (Mars Simulation Laboratory), якою опікується Німецький аерокосмічний центр, унаслідок досліду вдалося виявити лишайник, який зміг вижити і навіть проявив неабиякі здібності до адаптації в плані фотосинтетичної активності за період симуляції марсіанського середовища, який тривав 34 дні.

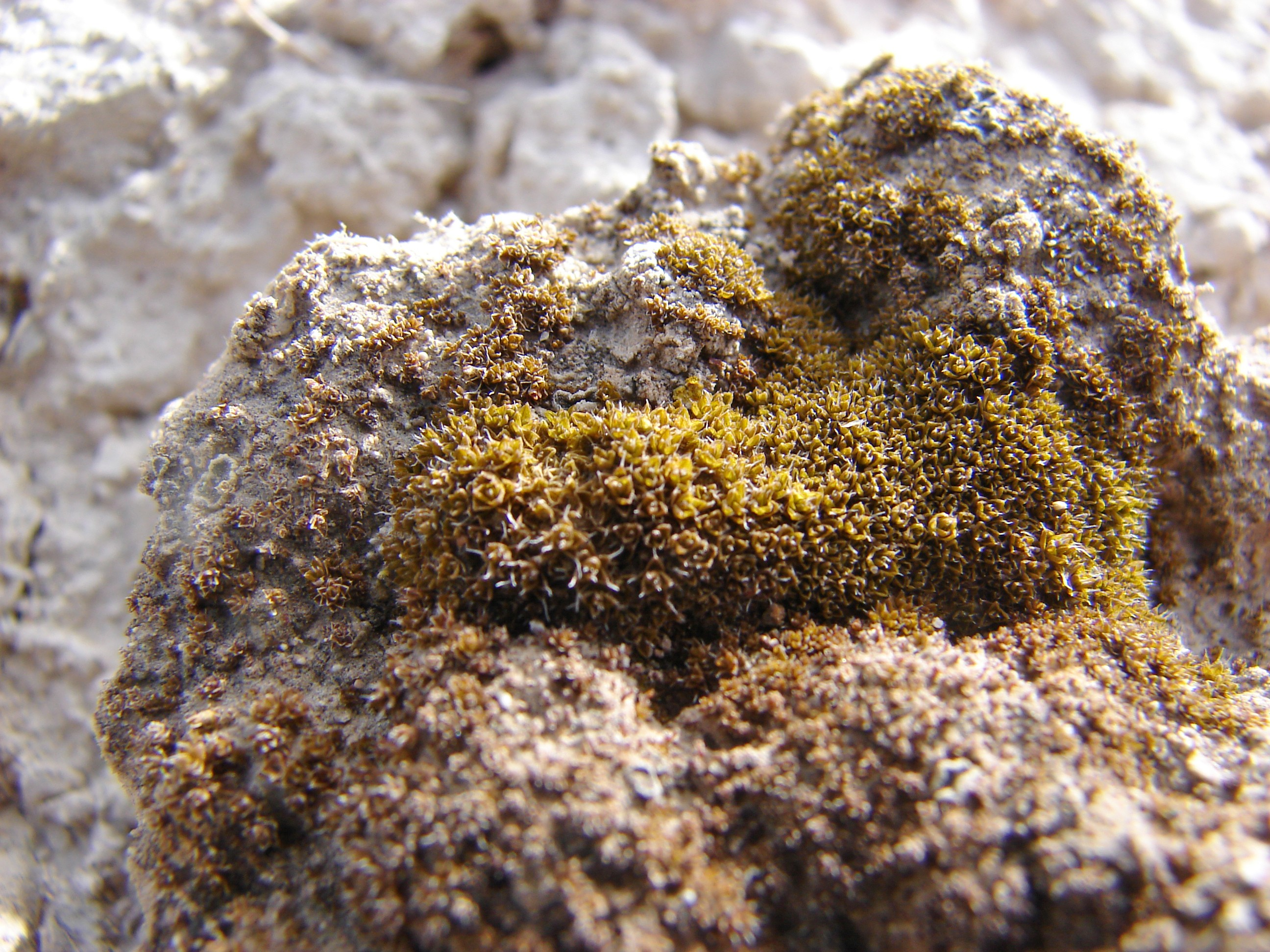
Аридниця сивожилкова

Аридниця сивожилкова вважається найперспективнішою рослиною для тераформування і колонізації Марса, та інших позаземних територій, задля утворення біомаси та кисню.

### Бомбардування астероїдами
Інший спосіб підвищення температури полягає у спрямовуванні невеликих астероїдів на поверхню Марса. Це може бути виконано шляхом використання розміщених у космосі лазерів, які коригували б траєкторії астероїдів, або ж котримсь із інших методів, запропонованих для розв’язання проблеми захисту Землі від астероїдів. Енергія зіткнення в цьому разі працювала б як джерело тепла. Цього тепла, можливо, було б досить для сублімації CO2, а також, якщо на цій стадії процесу тераформування буде присутня вода в рідкому стані, енергія, яка виділяється при падінні астероїда, могла б перетворити її на водяну пару, яка теж є різновидом парникового газу. Астероїдів також можна було б підбирати за їхнім хімічним складом — наприклад, якщо обирати астероїди з високим вмістом аміаку, то внаслідок падіння аміак вивільниться й потрапить в атмосферу у вигляді ще одного додаткового парникового газу. У марсіанському ґрунті на той час можуть бути сформовані поклади нітратів, і потрапляння астероїдів у місцевості із цими покладами може вивільнювати додаткову кількість азоту та оксигену в атмосферу.

### Тераформування грунту
Науковці з Університету Колорадо, що у США, знайшли спосіб підвищити якість інопланетного ґрунту, додавши в неї симбіотичну бактерію. Вона отримує азот з повітря.
В рамках експерименту кілька горщиків наповнили імітацією марсіанського ґрунту і посадили у нього конюшину.
У деякі горщики додали бактерію Sinorhizobium meliloti.
У результаті рослини в тих горщиках, де були бактерії, розвивалися краще: коренева система і пагони були більшими на 75 відсотків у порівнянні зі зразками, які росли в реголіті без бактерій.
При цьому аналізи показали, що бактерія не насичує азотом насколишній ґрунт. Ймовірно, вона якимось чином напряму віддає його рослинам.
Якщо це так, відкриття дає надію на подальше тераформування планети. З часом реголіт Марса можна було б зробити придатним для вирощування сільськогосподарських культур. Бактерії потенційно можуть узяти на озброєння марсіанські фермери. 

## Термодинаміка тераформування
Загальний об'єм енергії, необхідної для сублімації CO2 у льодовій шапці південного полюса, моделюють дослідники Зубрін і Мак-Кей. Для того, щоб запустити довготривалий парниковий ефект, треба підвищити температуру на полюсах на чотири кельвіни. Якщо для цього застосовувати орбітальні дзеркала, було б необхідно 120 МВте-років для виготовлення дзеркал, досить великих для того, щоб випарувати полярні шапки. Цей метод уважають найефективнішим із-поміж усіх, однак водночас є найменш практичним. Якщо ж використовувати потужні галовуглецеві парникові гази, було б необхідно близько 1000 МВте-років для досягнення такого ж нагріву. І якщо цей метод видається неефективним у порівнянні з використанням космічним дзеркал, його, однак, вважають найпрактичнішим. При застосуванні методу бомбардування астероїдами, необхідно було би приблизно чотири аміаковмісних астероїди масою близько 10 мільярдів тонн кожен — для запуску безперервного парникового ефекту, який мав би спричинитися до восьмиградусного підвищення температури.